# Persone di nome Slobodan
| Questa pagina contiene informazioni ricavate automaticamente dalle voci biografiche con l'ausilio del template Bio e di un bot. L'aggiornamento è periodico e automatico e ricostruisce completamente la pagina. Se manca una persona in questa lista, sei pregato di non aggiungerla, ma accertati piuttosto che la sua voce biografica contenga il template Bio e che i dati anagrafici siano correttamente compilati. Se il template Bio manca, inseriscilo tu stesso o, in alternativa, metti l'avviso {{tmp\|Bio}} che ne segnala la mancanza. Se i dati riportati sono sbagliati, correggi direttamente la voce biografica; le modifiche saranno visibili in questa lista entro pochi giorni. Per chiarimenti vedi il progetto antroponimi. La lista contiene solo le 56 persone che sono citate nell'enciclopedia e per le quali è stato implementato correttamente il template Bio. Pagina aggiornata al 16 ott 2024. |

Questa è una lista di persone presenti nell'enciclopedia che hanno il prenome Slobodan, suddivise per attività principale.

## Allenatori di calcio(4)
- Slobodan Drapić, allenatore di calcio e ex calciatore serbo (Novi Sad, n. 1965)
- Slobodan Grubor, allenatore di calcio e ex calciatore austriaco (Rijeka, n. 1968)
- Slobodan Krčmarević, allenatore di calcio e ex calciatore serbo (Belgrado, n. 1965)
- Slobodan Santrač, allenatore di calcio e calciatore serbo (Koceljeva, n. 1946 - Belgrado, † 2016)

## Allenatori di pallacanestro(2)
- Slobodan Klipa, allenatore di pallacanestro serbo (n. 1960)
- Slobodan Ljubotina, allenatore di pallacanestro e ex cestista serbo (Otočac, n. 1984)

## Allenatori di pallanuoto(1)
- Slobodan Nikić, allenatore di pallanuoto e ex pallanuotista serbo (Zrenjanin, n. 1983)

## Allenatori di pallavolo(1)
- Slobodan Kovač, allenatore di pallavolo e ex pallavolista serbo (Veliko Gradište, n. 1967)

## Calciatori(24)
- Slobodan Anđelković, calciatore jugoslavo (Belgrado, n. 1913 - † 1985)
- Bobby Despotovski, ex calciatore australiano (Perth, n. 1971)
- Slobodan Dubajić, ex calciatore jugoslavo (Zrenjanin, n. 1962)
- Slobodan Jakovljević, calciatore serbo (Pristina, n. 1989)
- Slobodan Janković, ex calciatore jugoslavo (n. 1946)
- Slobodan Kojović, ex calciatore jugoslavo (n. 1952)
- Slobodan Komljenović, ex calciatore serbo (Francoforte sul Meno, n. 1971)
- Slobodan Lakičević, calciatore montenegrino (Bijelo Polje, n. 1988)
- Slobodan Lalić, calciatore serbo (Kula, n. 1992)
- Slobodan Marković, ex calciatore serbo (Čačak, n. 1978)
- Slobodan Marović, ex calciatore serbo (Antivari, n. 1964)
- Slobodan Medojević, calciatore serbo (Novi Sad, n. 1990)
- Slobodan Miletić, ex calciatore serbo (Niš, n. 1969)
- Slobodan Rajković, ex calciatore serbo (Belgrado, n. 1989)
- Slobodan Rubežić, calciatore serbo (Belgrado, n. 2000)
- Slobodan Simović, calciatore serbo (Čačak, n. 1989)
- Slobodan Škrbić, calciatore jugoslavo (Belgrado, n. 1944 - Belgrado, † 2022)
- Dan Stojović, calciatore jugoslavo (n. 1945 - Aixe-sur-Vienne, † 2007)
- Slobodan Sudec, calciatore croato (n. 1973 - Ludbreg, † 2021)
- Slobodan Tedić, calciatore serbo (Podgorica, n. 2000)
- Slobodan Urošević, calciatore serbo (Belgrado, n. 1994)
- Slobodan Vuk, calciatore sloveno (Jajce, n. 1989)
- Slobodan Vuković, calciatore serbo (Vrbas, n. 1986)
- Slobodan Čendić, calciatore e allenatore di calcio jugoslavo (Kragujevac, n. 1936 - Colonia, † 2023)

## Cestisti(8)
- Slobodan Božović, ex cestista serbo (Kraljevo, n. 1979)
- Slobodan Gordić, ex cestista jugoslavo (Čačak, n. 1937)
- Slobodan Janković, cestista jugoslavo (Lučani, n. 1963 - Rodi, † 2006)
- Slobodan Jovanović, cestista serbo (Belgrado, n. 1997)
- Slobodan Miljanić, cestista montenegrino (Cattaro, n. 1990)
- Boban Savović, ex cestista, allenatore di pallacanestro e dirigente sportivo montenegrino (Sebenico, n. 1979)
- Slobodan Šljivančanin, ex cestista macedone (Nikšić, n. 1972)
- Slobodan Subotić, ex cestista e allenatore di pallacanestro sloveno (Castelnuovo, n. 1956)

## Criminali(1)
- Slobodan Praljak, criminale di guerra e militare croato (Čapljina, n. 1945 - L'Aia, † 2017)

## Dirigenti sportivi(1)
- Slobodan Boškan, dirigente sportivo, allenatore di pallavolo e ex pallavolista serbo (Novi Sad, n. 1975)

## Giocatori di calcio a 5(2)
- Slobodan Janjić, giocatore di calcio a 5 serbo (n. 1987)
- Slobodan Rajčević, giocatore di calcio a 5 serbo (Zrenjanin, n. 1985)

## Pallamanisti(1)
- Slobodan Kuzmanovski, ex pallamanista serbo (Šabac, n. 1962)

## Pallanuotisti(2)
- Slobodan Soro, ex pallanuotista serbo (Novi Sad, n. 1978)
- Slobodan Trifunović, ex pallanuotista jugoslavo (Belgrado, n. 1956)

## Poeti(1)
- Slobodan Galogaza, poeta serbo (Sarajevo, n. 1918 - Belgrado, † 1984)

## Politici(3)
- Slobodan Jovanović, politico jugoslavo (Novi Sad, n. 1869 - Londra, † 1958)
- Slobodan Milošević, politico serbo (Požarevac, n. 1941 - L'Aia, † 2006)
- Slobodan Samardžić, politico serbo (Belgrado, n. 1953)

## Pugili(1)
- Slobodan Kačar, ex pugile jugoslavo (Jajce, n. 1957)

## Registi(1)
- Slobodan Šijan, regista e sceneggiatore serbo (Belgrado, n. 1946)

## Storici(1)
- Slobodan Prosperov Novak, storico croato (Lesina, n. 1951)

## Tennisti(1)
- Slobodan Živojinović, ex tennista jugoslavo (Belgrado, n. 1963)

## Vescovi cattolici(1)
- Slobodan Štambuk, vescovo cattolico croato (Selza, n. 1941 - Spalato, † 2023)